# Politisk økologi
Politisk økologi er en tværvidenskabelig tilgang til studiet af miljøproblemer og konflikter over naturressourcer og miljø. Politiske økologer bruger primært metoder fra geografien og antropologien og insisterer på en triangulering af metoder og kilder. Politisk økologi er analytisk, normativ og anvendt. 